# Real (pel·lícula de 2013)
Real (リアル〜完全なる首長竜の日〜, Riaru: Kanzen Naru Kubinagaryū no Hi) és una pel·lícula dramàtica de ciència-ficció japonesa del 2013 dirigida per Kiyoshi Kurosawa, protagonitzada per Takeru Satoh i Haruka Ayase.És el primer llargmetratge de Kurosawa des de Tokyo Sonata (2008). Està basat en la novel·la de Rokuro Inui Un dia perfecte per als plesiosaures. Va ser llançada al Japó l'1 de juny de 2013.

## Argument
Patint el bloqueig de l'escriptor, l’artista de manga Atsumi (Haruka Ayase) ha intentat suïcidar-se i està en coma. Koichi (Takeru Satoh), l'amant d'Atsumi, intenta despertar-la. Amb l'ajuda dels metges Aihara (Miki Nakatani) i Yonemura (Keisuke Horibe), Koichi entra a la ment d'Atsumi utilitzant la tecnologia experimental anomenada "detecció".

## Repartiment
- Takeru Satoh com a Koichi Fujita
- Haruka Ayase com a Atsumi Kazu
- Miki Nakatani com a Eiko Aihara
- Joe Odagiri com a Sawano
- Shota Sometani com a Shingo Takagi
- Keisuke Horibe com a Yonemura
- Yutaka Matsushige com a Haruhiko
- Kyōko Koizumi com a Makiko

## Llançament
La pel·lícula es va estrenar al Japó l'1 de juny de 2013. També fou projectada al Festival Internacional de Cinema de Locarno de 2013, al Festival Internacional de Cinema de Toronto de 2013, i al Festival de Cinema de Nova York de 2013.

## Recepció
Al lloc web de l'agregador de ressenyes Rotten Tomatoes, la pel·lícula té una puntuació d'aprovació del 57%, amb una puntuació mitjana de 5,85/10, basada en 7 ressenyes.
Eric Kohn d’IndieWire va donar a la pel·lícula una nota B-, dient: "Si bé els dos protagonistes principals comparteixen prou química com per injectar el seu drama amb propòsit, no n'hi ha prou per justificar el viatge de més de dues hores." Maggie Lee de Variety va tenir una reacció mixta, descrivint les pel·lícules com "Kiyoshi Kurosawa com a mínim convulsiva o fascinant", i va dir: "Tot i que l'estètica conserva la marca registrada del mestre de terror niponès, la seva qualitat inquietant, el gir del fil del terror psicològic a la faula infantil és inesperada i decebedora". Boyd Van Hoeij de The Hollywood Reporter va elogiar el disseny de producció de Takeshi Shimizu.